# Spirito (singolo)
Spirito è un brano della rockband italiana Litfiba. È il primo singolo estratto, nel 1994, dall'album Spirito.

## Il brano
La canzone è una delle più famose della band fiorentina, tanto che Piero Pelù, anche quando non faceva più parte del gruppo, continuava a cantarla regolarmente durante i suoi concerti.

## Edizioni
- "standard edition" - 4 tracce
- "cardsleeve edition"/1 (busta in cartoncino) - 1 traccia
- "cardsleeve edition"/2 (busta in cartoncino) - 2 tracce (Singolo per il mercato estero con testi in inglese)

## Tracce

### Standard edition
1. Spirito (short version)
2. Woda-Woda (live)
3. Ora d'Aria
4. Spirito (Album version)

### "cardsleeve edition"/1
1. Spirito (album version)

### "cardsleeve edition"/2
1. Spirito (album version)
2. Ora d'Aria

## Formazione
- Piero Pelù - voce
- Ghigo Renzulli - chitarre, cori
- Roberto Terzani - chitarra acustica, voce addizionale
- Daniele Bagni - basso
- Antonio Aiazzi - tastiere
- Franco Caforio - batteria e marimba
- Candelo Cabezas - percussioni

## Videoclip
Nel videoclip del brano si vedono tutti i corpi dei membri della band, dapprima morti su una lastra, prendere vita attraverso i rispettivi "spiriti", ed eseguire la canzone in volo su una città. I paesaggi rappresentati
sono Firenze e Bologna, evidentemente un omaggio alla new wave italiana degli anni ottanta che si era sviluppata proprio in questi posti, con gruppi come gli stessi Litfiba, gli Skiantos, i Gaz Nevada, ecc. Pare che alcuni spezzoni del video, siano stati girati con il cantante Piero Pelù steso metà fuori da un elicottero.
La regia del videoclip è di Ambrogio Lo Giudice.